# Dayton (Nevada)
Dayton és una concentració de població designada pel cens dels Estats Units a l'estat de Nevada. Segons el cens del 2000 tenia 5.907 habitants.

## Demografia
Segons el cens del 2000, Dayton tenia 5.907 habitants, 2.198 habitatges, i 1.675 famílies La densitat de població era de 71,93 habitants per km².
Dels 2.198 habitatges en un 37,7% hi vivien nens de menys de 18 anys, en un 61,6% hi vivien parelles casades, en un 9,6% dones solteres, i en un 23,8% no eren unitats familiars. En el 18,1% dels habitatges hi vivien persones soles el 4,6% de les quals corresponia a persones de 65 anys o més que vivien soles. El nombre mitjà de persones vivint en cada habitatge era de 2,69 i el nombre mitjà de persones que vivien en cada família era de 3,03.
Per edats la població es repartia de la següent manera: un 28,1% tenia menys de 18 anys, un 5,9% entre 18 i 24, un 29,0% entre 25 i 44, un 25,1% de 45 a 64 i un 11,9% 65 anys o més.
L'edat mediana era de 37,4 anys. Per cada 100 dones hi havia 102,57 homes. Per cada 100 dones de 18 o més anys hi havia 99,25 homes.
La renda mediana per habitatge era de 43.599 $ i la renda mediana per família de 46.859 $. Els homes tenien una renda mediana de 33.038 $ mentre que les dones 26.140 $. La renda per capita de la població era de 18.417 $. Aproximadament el 5,3% de les famílies i el 6,7% de la població estaven per davall del llindar de pobresa.

## Poblacions més properes
El següent diagrama mostra les poblacions més properes.